# Пузиков, Иван Михайлович
Иван Михайлович Пузиков (26 апреля 1901 года, село Пономаревка, Пономаревская волость, Бугурусланский уезд, Самарская губерния, ныне Пономарёвский район, Оренбургская область — 26 июня 1982 года, Киев) — советский военачальник, генерал-лейтенант (20 апреля 1945 года).

## Начальная биография
Иван Михайлович Пузиков родился 26 апреля 1901 года в селе Пономарёвка Пономарёвского района Оренбургской области.

## Военная служба

### Гражданская война
В сентябре 1919 года был призван в ряды РККА и направлен красноармейцем в 1-й запасной полк (Восточный фронт), дислоцированный в Бугуруслане, в феврале 1920 года — в 1-й отряд особого назначения при штабе 1-й армии, а в мае 1921 года — в 138-ю Заволжскую бригаду (Южный фронт). Принимал участие в боевых действиях против войск под командованием адмирала А. В. Колчака и А. И. Деникина.
За мужество и отвагу в боях Пузиков в 1922 году был награждён орденом Красного Знамени.

### Межвоенное время
В октябре 1921 года был направлен на учёбу на 82-е Изюмские, а в сентябре 1922 года — на 77-е Сумские пехотные курсы, после окончания которых был направлен в 84-й стрелковый полк (28-я стрелковая дивизия), где служил на должностях командира отделения и взвода.
В сентябре 1923 года был направлен на учёбу в 8-ю Петроградскую школу комсостава, а в августе 1924 года был переведён в Киевскую объединённую пехотную школу командиров, после окончания которой в августе 1925 года был направлен в 131-й Таращанский стрелковый полк (44-я стрелковая дивизия, Украинский военный округ), где служил на должностях командира стрелкового взвода, командира роты и командира взвода полковой школы.
В 1925 году вступил в ВКП(б).
В сентябре 1927 года был направлен на учёбу на Военно-политические курсы при Киевской объединённой школе командиров, после окончания которых в августе 1928 года вернулся в 131-й стрелковый полк, где служил на должностях помощника командира роты по политической части, командира и политрука роты, командира батальона, начальника и политрука полковой школы, командира учебного батальона.
В апреле 1933 года был направлен на учёбу в Военную академию имени М. В. Фрунзе, после окончания которой в 1936 году был назначен на должность командира батальона Школы червоных старшин в Харькове, а в июне 1937 года — на должность командира 88-го стрелкового полка (30-я стрелковая дивизия). В ноябре того же года был направлен на учёбу в Академию Генштаба РККА, после окончания которой в марте 1938 года был назначен на должность начальника Минского пехотного училища, а в марте 1941 года — на должность командира 232-й стрелковой дивизии (Харьковский военный округ).

### Великая Отечественная война
С началом войны находился на прежней должности. С августа дивизия под командованием Пузикова вела боевые действия в районе городов Жлобин и Рогачёв, а с сентября во время Киевской оборонительной операции принимала участие в боевых действиях в районе Чернигова.
В конце сентября Пузиков был назначен на должность командира 367-й стрелковой дивизии, формировавшейся в Уральском военном округе, а с декабря в составе Карельского фронта вела оборонительные боевые действия на медвежьегорском направлении.
2 марта 1942 года был назначен на должность начальника курсов младших лейтенантов при штабе Карельского фронта, однако 17 июля был вновь назначен на должность командира 367-й стрелковой дивизии. В ноябре 1942 года за «проявление грубости и оскорбление, нанесённое командирам и красноармейцам», Пузиков был отстранён от занимаемой должности, после чего назначен на должность заместителя начальника штаба 32-й армии, а в декабре — на должность командира 118-й отдельной стрелковой бригады (Среднеазиатский военный округ).
23 февраля 1943 года был назначен на должность командира 136-й стрелковой дивизии, которая участвовала в наступательных боевых действиях на киевском направлении, а также в освобождении города Зеньков. Во время Киевской наступательной операции дивизия под командованием Пузикова принимала участие в ходе освобождения Киева.
28 октября 1943 года командир 50-го стрелкового корпуса генерал-майор С. С. Мартиросян представил Пузикова к званию Героя Советского Союза и был поддержан командующий 38-й армии генерал-полковником К. С. Москаленко, однако Военный Совет 1-го Украинского фронта, генерал армии Н. Ф. Ватутин и генерал-майор К. В. Крайнюков не согласились с данным решением и 10 января 1944 года Пузиков награждён орденом Ленина.
В мае 1944 года был назначен на должность командира 102-го стрелкового корпуса 13-й армии, который принимал участие в боевых действиях в ходе Львовско-Сандомирской, Сандомирско-Силезской, Нижнесилезской и Пражской наступательных операций, а также при освобождении городов Перемышль, Любин, Прага и других.

### Послевоенная карьера
После окончания войны продолжил командовать корпусом, который дислоцировался в составе Львовского и Прикарпатского военных округов.
Генерал-лейтенант Пузиков в августе 1946 года был назначен на должность заместителя командующего 5-й армией (Приморский военный округ), в октябре 1948 года — на должность помощника командующего 28-й армией (Белорусский военный округ), в августе 1949 года — на должность начальника Киевского пехотного училища имени Рабочих Красного Замоскворечья, а в апреле 1951 года — на должность начальника Управления боевой и физической подготовки Киевского военного округа.
В октябре 1953 года был направлен на учёбу на Высшие академические курсы при Высшей военной академии имени К. Е. Ворошилова, после окончания которых в июле 1954 года был назначен на должность старшего военного советника командира армейского корпуса Войска Польского.
Генерал-лейтенант Иван Михайлович Пузиков в сентябре 1955 года вышел в запас. Умер 26 июня 1982 года в Киеве. Похоронен на Лукьяновском военном кладбище.

## Награды
СССР
- два ордена Ленина (10.01.1944, 21.02.1945[3]);
- пять орденов Красного Знамени (1922, 11.08.1944, 03.11.1944[3], 1949[3], 1968);
- орден Кутузова 1 (25.05.1945) и 2 (06.04.1945) степени;
- орден Суворова 2 степени (17.05.1944);
- орден Красной Звезды (1941);
- медали, в том числе:
  - «20 лет Рабоче-Крестьянской Красной Армии» (1938);
  - «За оборону Киева» (1961);
  - «За оборону Советского Заполярья» (1945);
  - «За победу над Германией в Великой Отечественной войне 1941—1945 гг.» (1945);
  - «За освобождение Праги» (1945);
  - «Ветеран Вооружённых Сил СССР» (1976).

Приказы (благодарности) Верховного Главнокомандующего в которых отмечен Пузиков И. М.
- За овладение столицей Советской Украины городом Киев — крупнейшим промышленным центром и важнейшим стратегическим узлом обороны немцев на правом берегу Днепра. 6 ноября 1943 года № 37
- За прорыв сильно укрепленной обороны немцев в районе севернее Кировограда в западном направлении, окружении в районе Звенигородка, Шпола группировки противника, действующей севернее этой линии, в составе девяти пехотных и одной танковой дивизий и овладении более трехсот населенных пунктов, в том числе города Звенигородка, Шпола, Смела, Богуслав, Канев и крупные железнодорожные узлы Бобринская, Цветково, Мироновка. 3 февраля 1944 года № 68
- За форсирование реки Сан, прорыв обороны овладение городом и крепостью Перемышль и городом Ярослав — важными узлами коммуникаций и мощными опорными пунктами обороны немцев, прикрывающими пути на Краков. 28 июля 1944 года № 156
- За форсирование реки Висла в районе Сандомира, продвижение в результате упорных боев вперед на 50 километров, расширение захваченного плацдарма на западном берегу Вислы до 120 километров по фронту и овладение штурмом городом Сандомир — важным опорным пунктом обороны немцев на левом берегу Вислы. 18 августа 1944 года № 167
- За овладение сильными опорными пунктами обороны противника Шидлув, Стопница, Хмельник, Буско-Здруй (Буек), Висьлица и более 350-ти других населенных пунктов. 13 января 1945 года. № 219
- За овладение крупным административно-хозяйственным центром Польши городом Кельце — важным узлом коммуникаций и опорным пунктом обороны немцев, и более 400 других населенных пунктов. 15 января 1945 года. № 220
- За овладение городом и железнодорожной станцией Пиотркув (Петроков) — важным узлом коммуникаций и опорным пунктом обороны немцев на лодзинском направлении. 18 января 1945 года. № 227
- За овладение городами немецкой Силезии Нейштедтель, Нейзальц, Фрейштадт, Шпроттау, Гольдберг, Яуэр, Штригау — крупными узлами коммуникаций и сильными опорными пунктами обороны немцев. 14 февраля 1945 года. № 278
- За овладение на территории немецкой Силезии городом Грюнберг и в провинции Вранденбург городами Зоммерфельд и Зорау — важными узлами коммуникаций и мощными опорными пунктами обороны немцев. 15 февраля 1945 года. № 281
- За овладение городами Котбус, Люббен, Цоссен, Беелитц, Лукенвальде, Тройенбритцен, Цана, Мариенфельде, Треббин, Рангсдорф, Дидерсдорф, Тельтов и прорыв с юга в столицу Германии Берлин. 23 апреля 1945 года. № 340
- За овладение городом Виттенберг — важным опорным пунктом обороны немцев на реке Эльба. 27 апреля 1945 года. № 349
- За освобождение от немецких захватчиков столицу союзной нам Чехословакии город Прага. 9 мая 1945 года. № 368

### Иностранные награды
- орден «Легион почёта» степени командора (США, август 1944)[5];
- Чехословацкий Военный крест 1939—1945 годов (ЧССР);
- Серебряный крест ордена «Virtuti militari» (19.12.1968, ПНР)